# O Brother, Where Art Thou?
O Brother, Where Art Thou? (bra: E Aí, Meu Irmão, Cadê Você?; prt: Irmão, Onde Estás?) é um filme dos americano-britano-francês de 2000, dos gêneros aventura e comédia musical, realizado por Joel e Ethan Coen.

## Resumo
Em plena Era da Grande Depressão estadunidense, três prisioneiros de uma cadeia do Mississippi conseguem escapar da prisão. São eles: Everett Ulysses McGill (George Clooney), o doce e amável Delmar (Tim Blake Nelson) e o sempre zangado Pete (John Turturro).
Sem nada a perder e ainda presos por correntes, o trio embarca na aventura das suas vidas, na tentativa de conquistar sua liberdade e regressar aos seus lares. Só que um xerife misterioso parte para tentar recapturá-los, criando problemas para os prisioneiros foragidos.

## Elenco
- George Clooney .... Everett Ulysses McGill
- John Turturro .... Pete
- Tim Blake Nelson .... Delmar
- Charles Durning .... Pappy O'Daniel
- John Goodman .... Big Dan Teague
- Michael Badalucco .... George Nelson
- Holly Hunter .... Penny
- Chris Thomas King .... Tommy Johnson
- Wayne Duvall .... Homer Stokes
- Daniel von Bargen .... Xerife Cooley
- Stephen Root .... locutor da rádio

## Prémios e nomeações
| Prêmio             | Categoria                         | Recipiente                                                | Resultado |
| ------------------ | --------------------------------- | --------------------------------------------------------- | --------- |
| Óscar 2001         | Melhor argumento adaptado         | Ethan Coen, Joel Coen                                     | Indicado  |
| Óscar 2001         | Melhor fotografia                 | Roger Deakins                                             | Indicado  |
| Globo de Ouro 2001 | Melhor filme - comédia ou musical | Tim Bevan, Eric Fellner, Joel Cohen, Ethan Cohen (prods.) | Indicado  |
| Globo de Ouro 2001 | Melhor ator - comédia ou musical  | George Clooney                                            | Venceu    |
| BAFTA 2001         | Melhor roteiro original           | Ethan Coen, Joel Coen                                     | Indicado  |
| BAFTA 2001         | Melhor trilha sonora              | T-Bone Burnett, Carter Burwell                            | Indicado  |
| BAFTA 2001         | Melhor cinematografia             | Roger Deakins                                             | Indicado  |
| BAFTA 2001         | Melhor design de produção         | Dennis Gassner                                            | Indicado  |